# Szabó Sándor (alispán)
Szigeti Szabó Sándor (Máramarossziget, 1852. november 9. – Máramarossziget, 1917. november 3.) megyei alispán, a Petőfi Társaság tagja.

## Élete
A nemesi származású szigeti Szabó család sarja. Szabó József Máramaros megyei főjegyző és Veréczy Julia (†1873) (aki sok beszélyt írt az 1850-es és 1860-as években) fia. 1873-ban Máramaros megye szolgálatába lépett mint aljegyző, 1894-ben főjegyző lett és 1899-ben alispán. A közegészségügy terén sokat fáradozott, így a megyei kórház, elmegyógyintézet, a kivándorlás ügyében sat. A Petőfi Társaság 1905-ben tagjai sorába választotta; a máramarosszigeti Szilágyi István-körnek választmányi tagja; az ottani közművelődési egylet és takarékpénztár alelnöke volt.
Alig 14 éves korában több lap közölt tőle fordított és eredeti verset, később elbeszélést is; igazi irodalmi munkásságát a Fővárosi Lapoknál kezdte, hol sűrűn jelentek meg költeményei. A Szigeti Közlönynek 1871-73. főmunkatársa volt. Költeményeket, elbeszéléseket és tárczaczikkeket írt 1865-től kezdve a következő hirlapokba, folyóiratokba és évkönyvekbe: Ifjúság Lapja (1865), Magyar Bazár (1867-től), Pesti Hölgydivatlap (1867-től), Divatcsarnok (1868), Családi Kör (1868), Újvilág (1868), Divatvilág (1868), Máramaros, Divat, Képes Világ, Üstökös (1869), 1870-től: Reform, Pesti Napló, Hon, Tisza, Máramarosi Tárogató, Máramarosi Lapok (Szépfaludy szerkesztése alatt főmunkatársa volt), Nemzeti Hirlap, Csendes Órák, Kis Lap, Papagáj (1871), Szigeti Közlöny (1871-73. főmunkatárs), Vasárnapi Ujság (1880. sat.), Budapesti Hirlap és Pesti Hirlap (1880), Magyar Polgár (1881), Magyarország és a Nagyvilág (1881), Ország-Világ (1881, 1883), Koszorú (1881., 1883-84), Szigeti Közlöny, Képes Családi Lapok, Szigeti Lapok, Hölgyek Lapja, Budapesti Bazár, Szerelmesek Naptára (1881), Athenaeum Nagy Képes Naptára (1884-85). Magyar Salon (1885) sat. 1882-ben a Pesti Hirlap által hirdetett tárcapályázaton »Gózsi Vicza esete« c. rajza két aranyat nyert.

## Munkája
- Költemények. Bpest, 1886.

Szerkesztette: a Máramarosi Képes Naptárt 1869-re; a Szigeti Lapokat 1874-ben; segédszerkesztője volt a Máramarosnak 1880-tól 1883-ig; a Kornélia c. ünnepi lapot Prielle Kornélia jubileumára 1881-ben szerkesztette.

## Álnevei és jegyei
Notárius (a Reform, Hon és több napilapban tárczaczikkei alatt), Kálmáni Ernő, Alzaveros Rinaldo, Keresztes Vitéz, Sándor bácsi, Sz. és Sz-ó.